# Palazzo del Michelerio
Il palazzo del Michelerio è un edificio storico della città di Asti.

## Storia
Il complesso fu fondato nel 1524 per volontà della casana dei Guttuari come monastero del Santissimo Nome di Gesù delle clarisse urbaniste. Nel 1549, sulle fondazioni di edifici preesistenti, venne iniziata la costruzione della chiesa su progetto di Vincenzo Seregni, ingegnere della fabbrica del Duomo di Milano. Negli anni successivi l'edificio fu arricchito dalle donazioni dei devoti, fra i quali spicca il canonico della cattedrale Alfonso Asinari. Nella seconda metà del Settecento il palazzo fu ampliato, senza che ne venisse alterata l'impostazione cinquecentesca. Nel 1802, in seguito alle disposizioni delle autorità francesi che avevano occupato la regione, il complesso fu espropriato e divenne di proprietà pubblica, venendo destinato a vari utilizzi. Nel 1870 fu messo all'asta e acquistato, grazie alla beneficenza di Clara Michelerio, dal canonico Cerruti, diventando la sede dell'Opera Pia Michelerio, che si occupava di dare accoglienza ed istruzione agli orfani di Asti e del suo circondario. L'orfanotrofio cessò la propria attività nel 1971 e nel 1992, dopo un ventennio di abbandono, mise in vendita l'immobile. In seguito il complesso diventò sede dell'Ente Parco Paleontologico Astigiano, gestore del museo paleontologico territoriale dell'Astigiano, fondato nel 2013 e ospitato all'interno dell'edificio.